# Técnico de laboratório de análises clínicas
O técnico de análises clínicas é um profissional que atua implantando, mantendo e desenvolvendo na área de análises clínicas.

## No Brasil
No Brasil, o técnico de análises clínicas é um profissional com formação de nível médio. Não existe uma nomenclatura unificada para denominação deste profissional, podendo ser chamado de técnico em patologia clínica, técnico em citologia, técnico em análises laboratoriais, etc., o que pode gerar conflitos de nomes.
Este profissional auxilia e executa atividades padronizadas de laboratório - automatizadas ou técnicas clássicas - necessárias ao diagnóstico, nas áreas de parasitologia, microbiologia médica, imunologia, hematologia, bioquímica, biologia molecular e urinálise. Colabora, compondo equipes multidisciplinares, na investigação e implantação de novas tecnologias biomédicas relacionadas às análises clínicas, entre outras funções.
A profissão está descrita na Classificação Brasileira de Ocupações, assim como está na Lei Federal 3820/61,  que cria o Conselho Federal e os Conselhos Regionais de Farmácia e dá outras providências legais;
A função do profissional de nível superior (na qual se enquadram o biólogo, biomédico, o farmacêutico, bioquímico e o médico patologista clínico) é a de supervisionar e se responsabilizar pelo controle de qualidade e correção nos trabalhos relacionados à bancada laboratorial, liberação dos laudos, perícias e liberação dos resultados técnicos, assinando pelos resultados e assumindo as responsabilidades civis e penais sobre os seus atos.
É de sua função além dos trabalhos de bancada em análises clínicas o controle de qualidade de medicamentos, produção de imunobiológicos, controle de qualidade in vivo e in vitro de imunobiológicos, produção e controle de qualidade de hemoderivados, laboratório de análises clínicas veterinárias, garantia de qualidade biológica, biosseguridade industrial porém, não possui competência legal para assinar os resultados, cabendo a responsabilidade legal para assinar, o profissional que possuir o TRT (Termo de Responsabilidade Técnica) do laboratório.
Estes profissionais de nível superior possuem o TRT (Termo de Responsabilidade Técnica) sobre o laboratório que são responsáveis em número máximo de dois. Os profissionais de nível superior quando iniciam o seu trabalho no laboratório, fazem o ART (Anotação de Responsabilidade Técnica) junto ao conselho a qual é subordinado.
Ao terminar o vinculo empregatício com o laboratório e deixar de ser o responsável técnico de nível superior pelo laboratório, este deve dar baixa no ART e no TRT para que possa assumir outro laboratório, o que está previsto no Código de Ética. Os ARTs são comprovações de que o profissional possui experiência e atuou na área de laboratório junto aos Conselhos e possui vínculo com o laboratório ou possuiu em data anterior.